# Batalha de Verona (312)
A Batalha de Verona foi o penúltimo confronto travado no verão de 312, durante a Guerra Civil entre os imperadores romanos Constantino, o Grande (r. 306–337) e Magêncio (r. 306–312) na cidade italiana de Verona. Magêncio naquele ano havia declarado guerra a Constantino sob alegação de pretender vingar a morte de seu pai Maximiano (r. 285-308; 310) que suicidara-se após ser derrotado por ele. Constantino responderia com uma invasão maciça à Itália.
A Batalha de Verona ocorre no rescaldo da batalha de Bréscia, na qual Constantino foi capaz de derrotar um contingente de cavalaria enviado pelo prefeito pretoriano Rurício Pompeiano para bloquear a rota em direção a Verona. Em Verona, tal como nas batalhas que ocorreram antes e que ainda estavam por ocorrer, Constantino pôde marcar outra importante vitória contra o exército de Magêncio, o que abriu caminho para sua última batalha nas imediações de Roma. Ali ele capturou Verona e conseguiu matar Rurício Pompeiano.

## Antecedentes
Desde 293, o Império Romano está dividido em duas metades, cada qual governada por um Augusto (imperador sênior) e um César (imperador júnior). Em 306, o augusto do Ocidente Constâncio Cloro (r. 293–306) falece em Eboraco (atual Iorque, Inglaterra) e seus soldados elevam seu filho Constantino, o Grande (r. 306–337) como seu sucessor. O augusto do Oriente Galério (r. 293–311), no entanto, eleva Valério Severo (r. 305–307) à posição de augusto, pois pelas prerrogativas do sistema tetrárquico vigente, sendo ele o césar ocidental, deveria suceder o augusto morto. Após algumas discussões diplomáticas, Galério demoveu Constantino para a posição de césar, o que ele aceitou, permitindo assim que Severo assumisse sua posição.
Magêncio (r. 306–312), filho de Maximiano (r. 285-305; 310), o Augusto antecessor de Constâncio Cloro, com inveja da posição de Constantino, declara-se imperador na Itália com o título de príncipe e chama seu pai da aposentadoria para co-governar consigo. Por 307, ambos sofrem invasões de Valério Severo, que é derrotado e morto, e Galério, que decide retirar-se. Em 308, na Conferência de Carnunto convocada por Galério, o oficial Licínio (r. 308–324) foi nomeado augusto do Ocidente e deveria, portanto, lidar com o usurpador, porém nada fez. No mesmo ano, em algum momento antes da conferência, Maximiano tentara depor seu filho num fracassado plano, o que forçou-o a fugir para a corte de Constantino na Gália.
Em 310, contudo, Maximiano também tentaria depor Constantino, mas seria derrotado e forçado a se suicidar.  No ano seguinte, Magêncio, conclamando vingança pela morte de seu pai, declara guerra a Constantino, que responde com uma invasão ao norte da Itália com 40 000 soldados; Zósimo alega que o exército invasor era de 90 000 infantes e 8 000 cavaleiros provenientes de germânicos e celtas subjugados e de parte do exército estacionado na Britânia. Após o cerco de Segúsio (atual Susa), Constantino dirige-se para o interior e depara-se com uma força de Magêncio acampada nas imediações de Augusta dos Taurinos (atual Turim).
Ele derrota a nova ameaça e então dirige-se para Mediolano (atual Milão), que lhe abre as portas. Ele permaneceu na cidade até meados do verão e então prossegue marcha. Seu combate seguinte ocorre nas imediações de Bríxia (atual Bréscia), onde um exército fora enviado pelo prefeito pretoriano Rurício Pompeiano, que estava estacionado em Verona, para bloquear seu caminho. Constantino conseguiu rapidamente derrotar aqueles que obstruíam sua passagem e logo dirigiu-se contra a base veronesa de Magêncio.

## Batalha e rescaldo

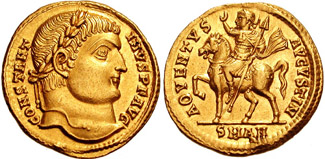
Soldo de r. emitido em Antioquia ca. 324-325

Após a deserção de Mediolano para Constantino meses antes, a cidade de Verona tornar-se-ia a mais importante fortaleza de Magêncio no norte da Itália. Verona era naturalmente forte, pois era defendida de três lados pelo rio Ádige, bem como por ter fortificações que formaram uma expressiva barreira contra ataques. Rurício Pompeiano havia agrupado um numeroso exército proveniente da Venécia e concentrou-o no interior de Verona. Constantino enviou uma pequena força ao norte da cidade na tentativa de cruzar o rio despercebidamente. Rurício enviou um grande destacamento para conter sua força expedicionária, mas foi derrotado e forçado a retroceder para dentro dos muros.
Constantino então prosseguiu com sua investida contra a cidade e começou a sitiá-la. Pompeiano pôde escapar antes dela ser totalmente cercada e fugiu para leste para agrupar reforços. Ele logo retornou com um exército considerável e colocou o imperador na difícil situação de lutar em dois frontes. Constantino respondeu ao tomar a dianteira da ofensiva: deixou uma porção de seu exército para conter a guarnição da cidade e com o restante atacou os reforços. Constantino utilizou-se do ataque e de seu exemplo destemido para inspirar um esforço heroico de seus soldados. Pompeiano foi morto no confronto e sua força desintegrou-se. Os defensores de Verona desmoralizaram e logo capitularam.
A rendição de Verona foi seguida pela de Aquileia, Mutina (atual Módena) e Ravena. Com isso o caminho direto para Roma abriu-se para Constantino. Às margens do rio Tibre, próximo à ponte Mílvia, ele confrontou pelos finais de outubro o último exército de Magêncio.